# Mirzə Cəbiyev
Mirzə Ağamurad oğlu Cəbiyev (ros. Мирза Агамурад оглы Джабиев, ur. 22 lutego 1925 we wsi Chamoszam w rejonie Astara, zm. 10 lutego 1978 w rejonie Astara) – radziecki wojskowy, Bohater Związku Radzieckiego (1945).

## Życiorys
Urodził się w tałyskiej rodzinie chłopskiej. Pracował w kołchozie, w lutym 1943 wstąpił do Armii Czerwonej, służył w pułku rezerwowym, później został skierowany do dywizji piechoty w Penzie. Walczył na Froncie Zachodnim, 1 Nadbałtyckim i 3 Białoruskim, był czterokrotnie ranny. Wyróżnił się w walkach na terytorium Białorusi, m.in. w lutym 1944 k. wsi Bondar w obwodzie witebskim, gdzie uratował dowódcę batalionu od eksplodującej miny. Uczestniczył w operacji białoruskiej latem 1944, m.in. 23–27 czerwca 1944 brał udział w przerwaniu niemieckiej obrony w rejonie Witebska, w 1944 skończył kursy oficerskie i został dowódcą plutonu. W kwietniu 1945 wyróżnił się w bitwie o Królewiec. W 1945 został członkiem WKP(b), po wojnie nadal służył w armii, w 1946 został przeniesiony do rezerwy w stopniu kapitana. Później był przewodniczącym rady wiejskiej, w 1969 skończył technikum rolnicze w Lenkoranie, w późniejszych latach był dyrektorem sowchozu.

## Odznaczenia
- Złota Gwiazda Bohatera Związku Radzieckiego (19 kwietnia 1945)
- Order Lenina
- Order Czerwonego Sztandaru (9 kwietnia 1945)
- Order Sławy II klasy (1944)
- Order Sławy III klasy (15 lutego 1944)
- Order Czerwonej Gwiazdy (8 sierpnia 1944)

I medale.